# Hrymjaczka
Hrymjaczka (ukr. Грим'ячка) – wieś na Ukrainie, w obwodzie chmielnickim, w rejonie chmielnickim, w hromadzie Zinków. W 2001 roku liczyła 847 mieszkańców.